# Alejandro Agustín Lanusse
Alejandro Agustín Lanusse Gelly, argentinski general, * 28. avgust 1918, Buenos Aires, † 26. avgust 1996, Buenos Aires.
Lanusse Gelly je bil vrhovni poveljnik Argentinske kopenske vojske (1968–1973) in predsednik Argentine (1971–1973).